# Sebastian Krenz

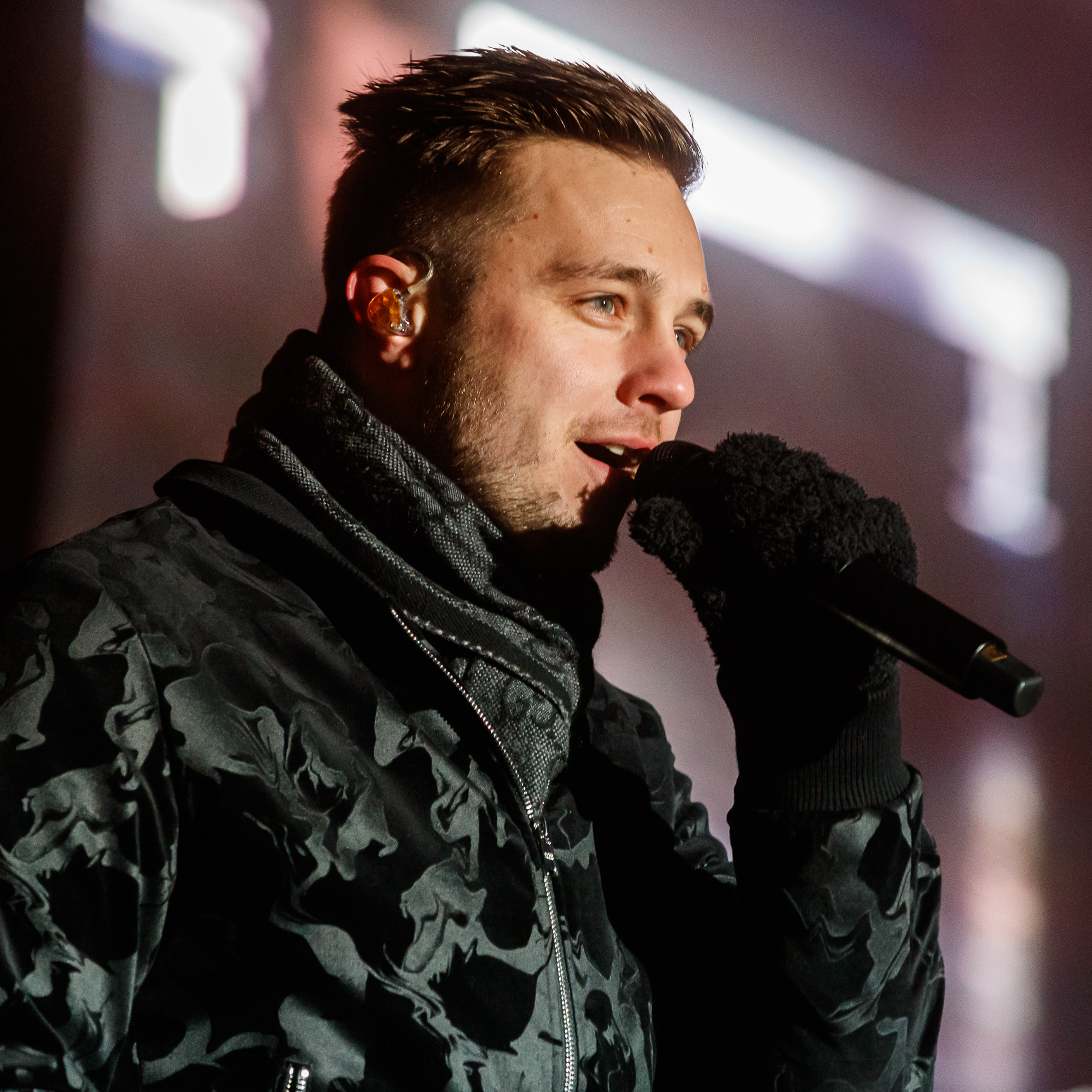
2023 in Oberhof

Sebastian Krenz (* 1992) ist ein deutscher Sänger. Er ist Sieger der elften Staffel von The Voice of Germany im Jahr 2021.

## Leben
Aufgewachsen in Thüringen, begann er im Alter von vier Jahren mit dem Trompetenspiel. Als er später sein Gesangstalent entdeckte, gründete er mit Freunden eine erste Band. Zudem brachte er sich selber Gitarre und Klavierspielen bei. So war er Mitglied verschiedener Rock- und Partybands. 2021 nahm er an den Blind Auditions von The Voice of Germany teil, wo sich alle vier Coaches für ihn umdrehten. Er entschied sich für Johannes Oerding. In dessen Coachinggruppe erreichte er das Finale, das er per Televoting-Abstimmung gewann.
Krenz lebt im thüringischen Oppurg und hat eine Tochter. Beruflich ist er Gründer einer Produktionsfirma für In-Ear-Kopfhörer und einer Gesundheitsfirma für Kristall-Heilmatten. Seit seiner Geburt hat er an seiner rechten Hand verkürzte Finger.

## Diskografie

### Singles
- 2021: What They Call Life (feat. Johannes Oerding)
- 2022: Everyone Needs Someone
- 2022: Older
- 2022: Shout it Out
- 2022: Song For You (Unknown Brain & Sebastian Krenz)
- 2022: Wonders In A Mad World